# 王統元
王統元，浙江寧波人。是上海紡織大王之一。香港紗廠創辦人。

## 家庭
女兒：
- 王培芳：適梁焯鏗
- 王培麗
- 王培藷

## 相關
- 中文大學何善衡工程大樓五樓，王統元堂
- 寧波第二中學禮堂，王統元堂

## 外部連結
- 上海紡織大王: 王統元家族[永久]